# Löslighetskonstant
En löslighetskonstant är en form av jämviktskonstant, som anger lösligheten vid jämvikt för en substans med låg löslighet eller för en utfällning. 
Som exempel kan kalcit, CaCO3(s), anges, vars löslighet bestäms av följande jämvikt:
{\displaystyle {\mbox{CaCO}}_{3}{\mbox{(s)}}\rightleftharpoons {\mbox{Ca}}^{2+}+{\mbox{CO}}_{3}^{2-}\qquad ;\qquad K_{s}}
Vid definitionen av löslighetskonstanten Ks gäller att aktiviteten för en fast fas = 1 då utfällningen är ideal (vilket vanligen antas). Detta betyder att aktiviteten för CaCO3(s) försvinner ur nämnaren och vi får:
{\displaystyle K_{s}=\{{\mbox{Ca}}^{2+}\}\cdot \{{\mbox{CO}}_{3}^{2-}\}}
En löslighetskonstant som uttrycks på detta sätt (som en produkt) kallas också för en löslighetsprodukt. För kalcit är värdet på Ks = 10-8,48 vid 25 grader och trycket 1 atm.
Ibland, särskilt för oxider och sulfider, skrivs löslighetskonstanter med vätejoner i vänsterledet i stället för med hydroxidjoner i högerledet. Konstanterna benämns då *Ks. Poängen med detta skrivsätt är att vätejonerna i princip är mätbara genom pH. Som exempel kan tas löslighetskonstanten för gibbsit, Al(OH)3(s):
{\displaystyle {\mbox{Al(OH)}}_{3}{\mbox{(s)}}+3{\mbox{H}}^{+}\rightleftharpoons {\mbox{Al}}^{3+}+3{\mbox{H}}_{2}{\mbox{O}}\qquad ;\qquad ^{*}K_{s}}
som definieras på följande sätt:
{\displaystyle ^{*}K_{s}={\frac {\{{\mbox{Al}}^{3+}\}}{\{{\mbox{H}}^{+}\}^{3}}}}
Observera att aktiviteten för H2O nästan alltid sätts till 1 enligt konvention, varför den försvunnit ur täljaren. För gibbsit är värdet på *Ks = 10-7,74 vid 25 grader och 1 atm.

## Exempel på löslighetskonstanter för utfällningar i vatten
| Namn            | Formel         | log10 Ks | log10 *Ks |
| --------------- | -------------- | -------- | --------- |
| Baryt           | BaSO4(s)       | -9,98    |           |
| Blyjodid        | PbI2           | -8,36    |           |
| Cerrusit        | PbCO3(s)       | -13,2    |           |
| Blyklorid       | PbCl2          | -4,77    |           |
| Gibbsit         | Al(OH)3(s)     |          | 7,74      |
| Gips            | CaSO4×2H2O(s)  | -4,61    |           |
| Kalcit          | CaCO3(s)       | -8,48    |           |
| Kalciumhydroxid | Ca(OH)2(s)     |          | 22,7      |
| Kalciumoxid     | CaO(s)         |          | 32,8      |
| Malakit         | Cu2(OH)2CO3(s) |          | -5,47     |
| Siderit         | FeCO3(s)       | -10,59   |           |
| Silverklorid    | AgCl(s)        | -9,75    |           |
| Tenorit         | CuO(s)         |          | 7,64      |